# アメリカ合衆国における禁酒法

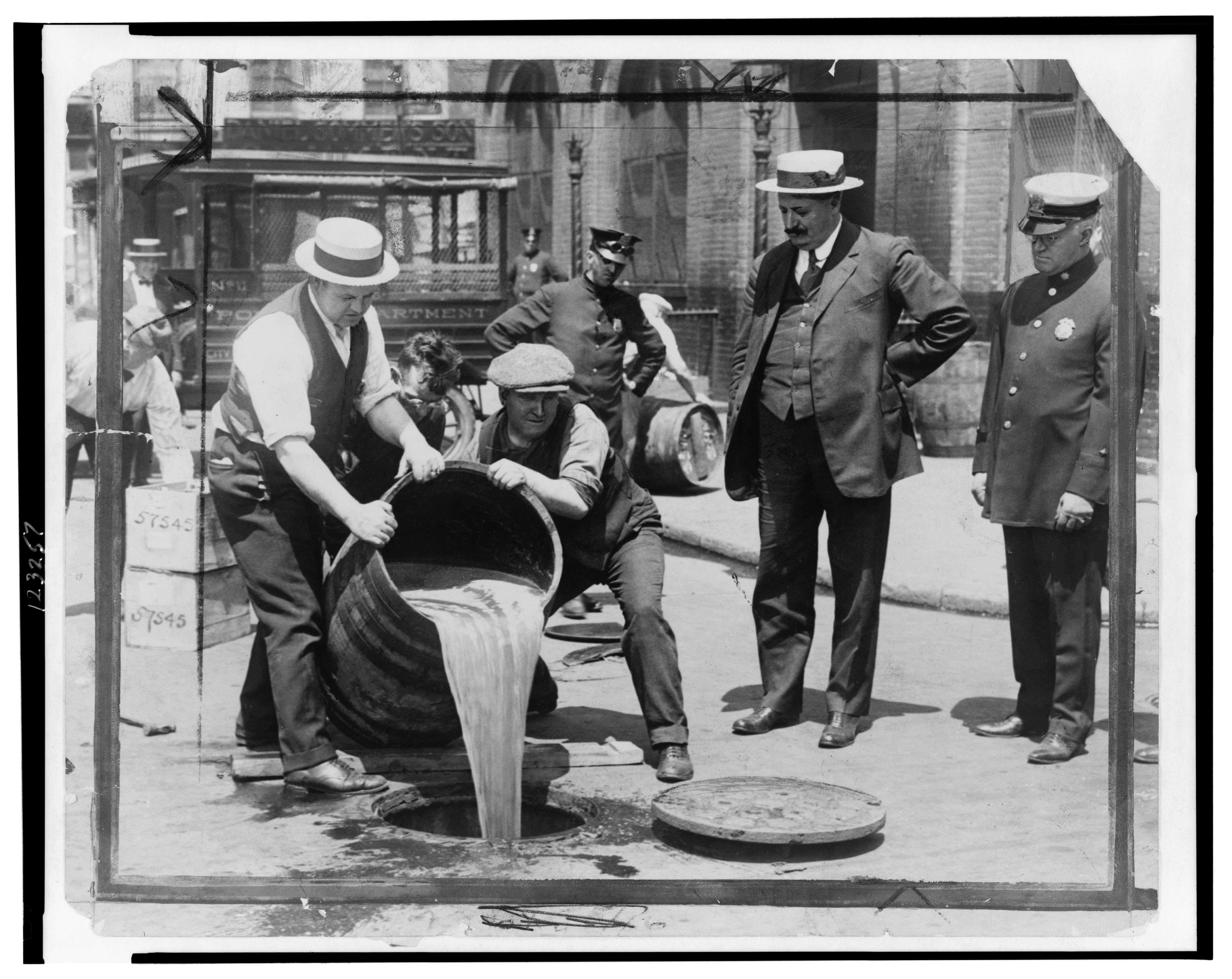
禁酒法時代、違法な酒造所の強制捜査後にニューヨーク市警関係者立会いの下、捜査員によって下水道に廃棄される密造酒。

アメリカ合衆国史における禁酒法（きんしゅほう、英語: Prohibition）は、1920年から1933年までアメリカ合衆国憲法修正第18条下において施行され、消費のためのアルコールの製造、販売、輸送が全面的に禁止された禁酒令である。

## 概説
禁酒運動による相当な圧力の下で、1917年12月に憲法修正第18条がアメリカ合衆国両院議会を通過した。1919年1月16日に3/4の州（当時は36州）による批准が完了して憲法の修正条項が成立し、翌年1月16日に施行された。なお、いくつかの州議会では憲法修正第18条の批准の前に、州としての禁酒法を既に立法化していた。
ボルステッド法（正式名：国家禁酒法）はウッドロウ・ウィルソン大統領が拒否権を発動するも、1919年10月28日にアメリカ合衆国議会が再可決し、「酔いをもたらす飲料」を法的に定義して、憲法修正第18条で規制の対象とするアルコール飲料を定めた。
しかし、ボルステッド法はアルコールの販売を禁止したが、法律を強制することはほとんど行われなかった。また条文には飲酒を禁ずるという記載はなく、アルコール飲料を飲むこと自体は罪とされなかった。
違法な酒の流通および無許可での製造販売は激烈になったが、アメリカ合衆国連邦政府にはアメリカ合衆国全ての国境、湖、河川および秘密酒場で法執行を強制する手段も意志もなかった。実際にはニューヨーク市単独でも、30,000 - 50,000軒もの違法な酒場（スピークイージー）が至るところにあった。
特に都市部においては禁酒法は世界恐慌の間に、次第に不興を買うようになった。
1933年3月23日に、フランクリン・ルーズベルト大統領は、ボルステッド法のカレン＝ハリソン修正案に署名した。そして、特定の種類のアルコール飲料の製造・販売を許可した。1933年12月5日に、アメリカ合衆国憲法修正第21条は修正第18条を廃止した。

## 歴史

### 起源
1658年5月、マサチューセッツ州法廷は「ラム酒、ウィスキー、ワイン、ブランデー、その他」どのような名で知られているかどうかにかかわらず、度数の高い酒を不法と見なした 。
一般に、家庭やコミュニティでの非公式な抑制力により、アルコールの乱用は社会的に受け入れられていなかった。アルコールは神からの贈り物である一方で、その乱用は悪魔の仕業によるものという明確な社会的同意があった。酩酊は非難・罰則の対象ではあったが、それは神からの授り物を乱用したことから非難・罰されるものであり、飲み物自体は過失があるとは見なされなかった。酒自体はとがめの対象ではなく、大食の罪の対象となる食物以外のものではなかった。過剰摂取は個人による軽率な行為とみなされた。インフォーマルな規制の下で遵守されない酒の乱用は、常にフォーマルな規制によるバックアップが行われ、統制は保たれていた。
18世紀後半に活躍した有名な医師であるベンジャミン・ラッシュは、1784年にアルコールの過度の乱用は身体的かつ心因的な健康に有害であると主張した（彼は禁酒法よりも、むしろ個人による節度を信じた）。この主張が広範囲にわたって議論された結果、1789年にコネチカット・コミュニティのおよそ200人の農民により禁酒協会が設立され、これに類似した協会がバージニア州で1800年に、1808年にはニューヨーク州で作られ、次の10年で禁酒協会は8つの州で設立された。そのうちのいくつは州全体の組織であった。

### 禁酒法の発達

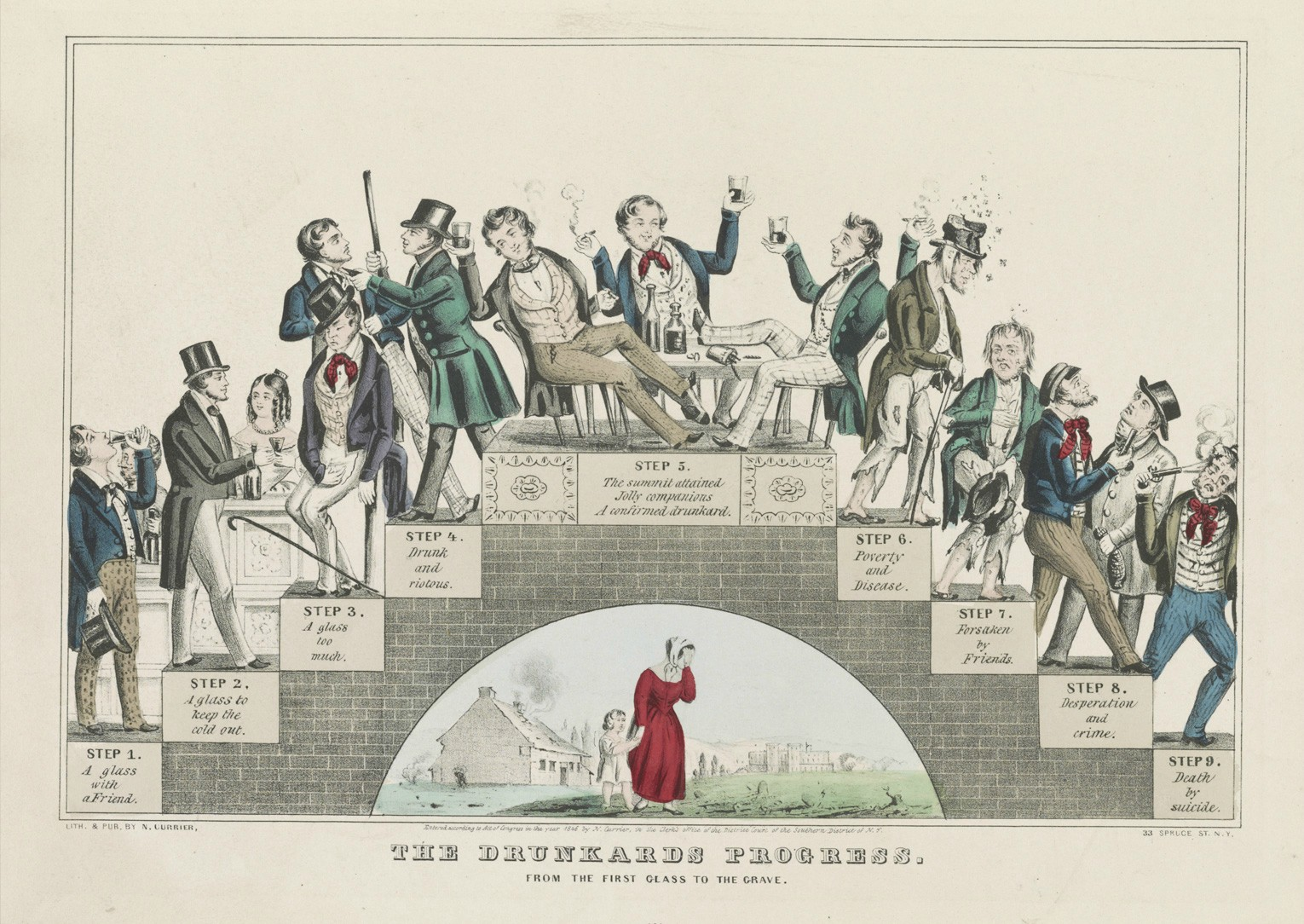
禁酒運動を支持しているナサニエル・カリアーによるリトグラフ（1846年1月）。

1840年代に始まった禁酒法の運動は、敬虔なキリスト教の宗派、特にメソジストがその先鋒を務めた。禁酒運動は、1800年代後半には禁酒からアルコール摂取に関連した全ての振る舞いにまで拡大され、マーク・A・マシューズのような伝道師が、酒を出しているバーと売春を関連づけるようになっていく。
禁酒運動は、メイン州において若干の成功を収め、1851年に法律が可決された。しかし、こうした運動はすぐに勢いを失って、南北戦争（1861年-1865年）の間は完全におざなりにされた。
禁酒運動は、1869年創立の禁酒党と1873年創立のキリスト教婦人禁酒連盟によって復活したが、後者はその名前とは裏腹に、禁酒法の促進にあまり貢献しなかった。これは、子供達に禁酒が浸透することで、飲酒に対する冷ややかな感情を醸成するだろうという考えから、禁酒という目的達成の手段の一つとして、教育を重視したためである。
1881年に、州憲法でアルコール飲料を禁止した最初の州であるカンザス州では、キャリー・ネイション達がバーに乱入し、客を叱って、酒のボトルを手斧でたたき割るという儀式を実行したことに、賛否両論となった。さらにネイションは婦人を集めて「キャリー・ネイション禁酒法グループ」を組織し、他の活動家もバーに入って、歌い、祈り、マスターにアルコールを販売することを停止するよう訴えた。こうして、南部の州を中心とした各州および個々の郡で、禁酒法が制定された。
「進歩的な時代」と呼ばれた1890年-1920年には、バーと政治的影響への敵愾心は広く行き渡るようになっていき、運動面では「反酒場連盟（Anti-Saloon League）」が禁酒法推進にもっとも影響力を持つ団体として禁酒党とキリスト教婦人禁酒同盟に取って代わっていった。
禁酒法に与する勢力は1840年代から1930年代への州における地方政治の重要な勢力であり、民俗宗教的な性格を持っていたことが多数の歴史研究によって示されている。禁酒法は「ドライ」 ― 主に敬虔なプロテスタントの宗派、特にメソジスト、北部バプテスト大会、南部バプテスト連盟、長老派教会、ディサイプル教会、クエーカーとスカンジナビアのルーテル教徒 ― によって要求された。彼らは政治的に不正で、個人の罪として飲んでいるものとしてバーを特定した。一方で「ウェット」 ― 政府が道徳を定めなければならないという考えを非難した主に一部のプロテスタント（米国聖公会、ドイツのルーテル教会）とローマのカトリック教会 ― は「ドライ」に対抗した。ニューヨーク市の「ウェット」の拠点でも、禁酒法が労働者、特にアフリカ系アメリカ人のためになると考えていたノルウェーの教会グループとアフリカ系アメリカ人の労働活動家によって禁酒法運動は活発になった。茶商と炭酸飲料メーカーも、アルコールの禁止令が製品の売上高を増加させると考え禁酒法に賛同した。
地域レベルでは1908年4月30日、マサチューセッツ州のウースター市が禁酒条例を制定。
1914年7月1日には、ウェストバージニア州で禁酒法が発効した。

### 連邦禁酒法

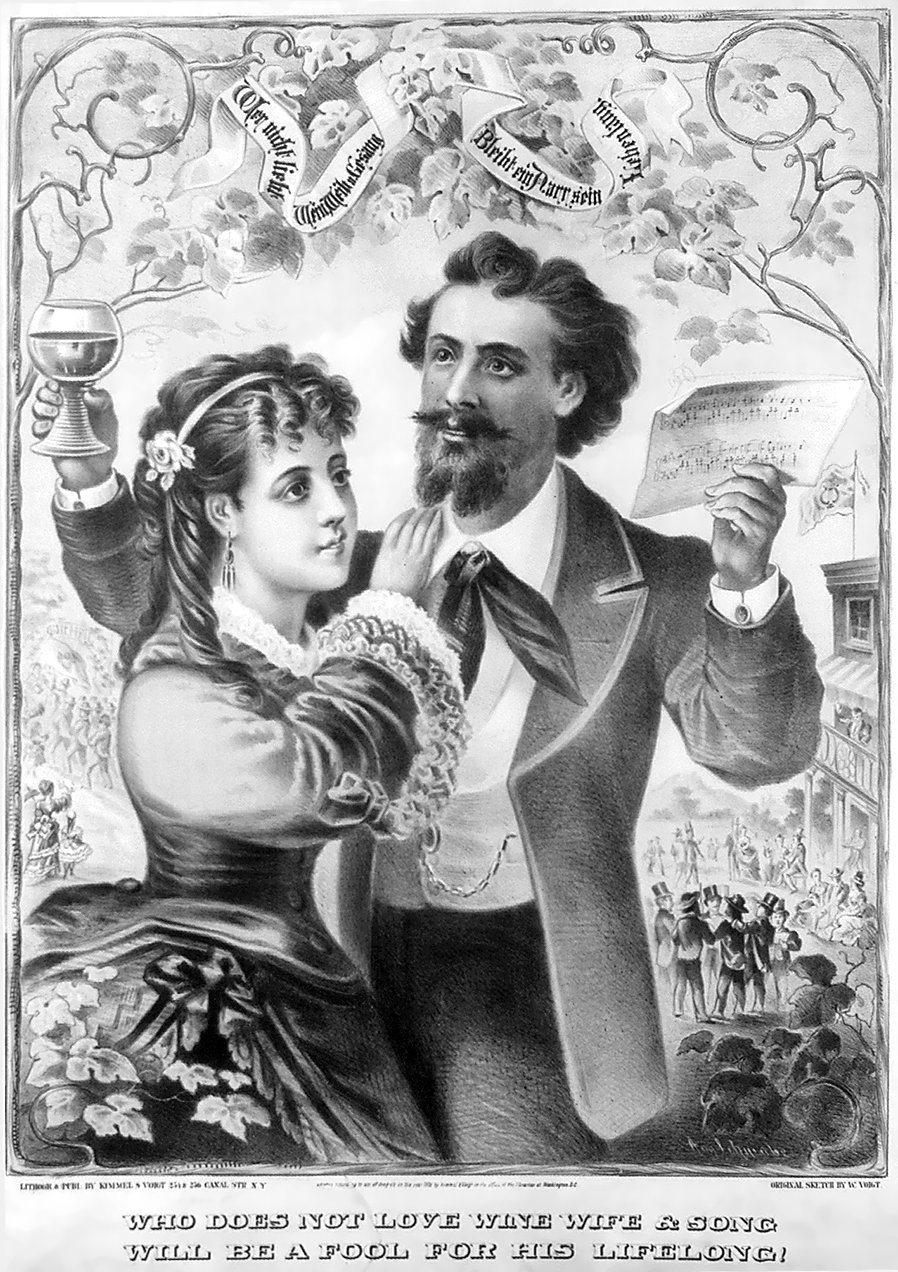
「ワインと女性、そして歌を好まないものは、生涯にわたって愚か者である！」ドイツ系アメリカ移民の文化的な価値観による1873年の主張。

1916年アメリカ合衆国大統領選挙では、民主党の現職ウッドロウ・ウィルソンと、対する共和党チャールズ・エヴァンズ・ヒューズの双方とも禁酒法問題に関わろうとしなかった。民主党・共和党両党共に「ドライ」・「ウェット」両派閥があり、接戦となった選挙ではどちらの候補も彼らの支持者を失うことを嫌い関わろうとしなかったのである。
1917年1月に65回目の議会が招集された。「ドライ」は民主党で140対64、共和党で138対62と、それぞれ「ウェット」より多かった。第一次世界大戦においてアメリカは4月に帝政ドイツに 宣戦布告したことで、反禁酒法の主要勢力であるドイツ系アメリカ人は多くの地域で発言力を失い、抗議活動も無視された。
アメリカにおける大手ビール製造会社の殆どがドイツ系（アンハイザー・ブッシュ、クアーズ、ミラー、それにシュリッツなど）だったせいもあり「ビール＝ドイツ＝悪」という、単純かつ悪意の満ちたイメージがまかり通るようになり、禁酒派を大いに勢いづかせる事となってしまった。また、アルコール業界内でも、ビール業界がウィスキーを諸悪の根源だと決め付け、規制から逃れようとするなど、内部での足の引っ張り合いが横行しており、「アルコール業界」として統一した動きが取れなかった。
1917年2月に、米国全土で禁酒法を達成するための憲法修正決議が、アメリカ合衆国議会に提出され両院を通過した。1919年1月16日には修正決議は48の州の内36州で批准され、同年10月28日のボルステッド法によって「酔いをもたらす飲料」が定義され、0.5%以上アルコールを含有しているものが法規制対象となった。1920年1月16日に修正第18条が施行され、禁酒法時代が始まった。合計1,520名の連邦禁酒法捜査官（警察）が任務に就いた。

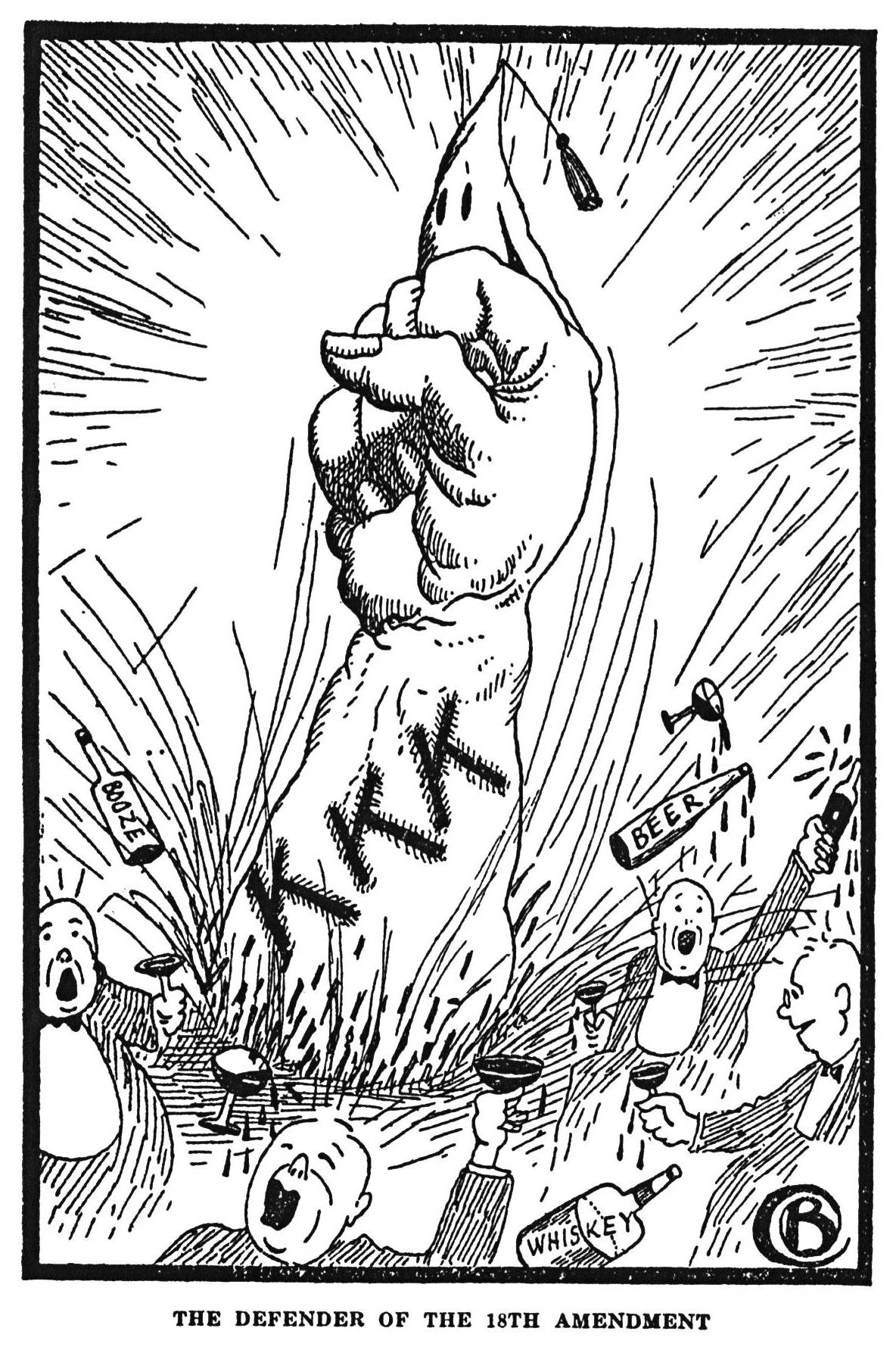
修正第18条の保護者、KKKの団員から。

禁酒法は「高貴な実験（The Noble Experiment）」 とも言われ、様々な立場から広い支持を受けた一方で、論争の的になる事も多かった。革新派と、一般に女性、南部人、農村地帯の人々の暮らしとアフリカ系アメリカ人、クー・クラックス・クラン（KKK）までもそれが社会を改善すると信じて支持した。ウィル・ロジャースは「南部はドライ（禁酒主義）で、ドライ（禁酒法の賛成）に投票するだろう。皆しらふすぎて投票所にふらふらと立ち寄っちまうだろう」と、しばしば南部の禁酒主義者の冗談を言った。
改正法の支持者らが、改正法案が撤廃されない事を確信するようになり、法案の考案者の一人でもあるアメリカ合衆国上院議員モーリス・シェパードは、冗談交じりで「憲法修正第18条撤廃の確率は、ハチドリが尾っぽにワシントン・モニュメントをくくりつけながら飛んで火星に着いてしまうほどの確率さ」とまで語った。
一方で、ポーリーン・サビンが1929年に発足させた「禁酒法改正全国婦人団体」（Women's Organization for National Prohibition Reform、略してWONPR）のような禁酒法に反対する女性団体なども存在した。
また当時、アルコールは治療目的のために医師によって広く処方されていて、禁酒法の問題は医療従事者の間で論争の一つとなった。議会は1921年にビールの薬としての効能についての公聴会を開いた。禁酒法は薬用酒にも適用されたので、その後、米国中の医師は禁酒法撤廃を求めて、ロビー活動を行った。
禁酒法が施行されると、アルコールの製造、販売と輸送は違法となった。だが、ニューヨーク市を例に取っても1万5千もの酒場が、禁酒法以降は3万2千もの「もぐり酒場」を生む事になり、酒が飲まれた量も、禁酒法以前の10パーセントも増加している。飲酒運転の摘発も、禁酒法施行後（1920年）の1年間に比べ、1927年には467パーセントの増加になっている。
しかし、ボルステッド法第29節では、1年につき最高200ガロン（750リットル）の「酔わない程度の」ワインとリンゴ酒が国内の果物で作ることが許可され、自身の家庭で使用するブドウを栽培するブドウ園があった。また、禁酒法はアルコールの摂取そのものは禁止しておらず、駆け込み需要でアルコールの販売が違法になる1920年1月16日よりも前、1919年の後半に、多くの人が今後の飲用のためにワインと酒を買い溜めした。また医師の処方箋を貰う事で、酒が手に入る状態だった。
さらに、エタノールが含まれている医薬品も薬局で購入できた。特に「ジャマイカジンジャー」（通称：Jake）と呼ばれるショウガ風味の薬が貧困層を中心に人気を博したが、製造メーカーが混入させた可塑剤のリン酸トリクレジル（特にオルト体）による手足の麻痺が多発し、「Jamaica ginger paralysis」「jake paralysis」と呼ばれる社会問題に発展した。今日では、リン酸トリクレジルは神経毒性を持つオルト体を含まないものが製造・使用されている。
また当然この法律は、アメリカ国外では何の影響も持たないどころか、多くのアメリカ人が、アルコール飲料を飲むために国境を越えるようになった。そのためカナダ、メキシコ、それにキューバなどのカリブ海の蒸留所と醸造所は大いに栄えた。そして狂騒の20年代として知られている1920年代には、それらの国からアメリカ合衆国に不法に輸入されるようになり、特にシカゴ市のように、禁酒法をごまかす者のための避難所として有名になった地域もあった。
アル・カポネとその敵対者バグズ・モランなど、シカゴ市の最も悪名高いギャングの多くは、違法なアルコールの売り上げを通して、何百万米ドルもの大金を稼いだ。窃盗や殺人を含む犯罪の多くは、シカゴや、その他の禁酒法に関係する犯罪と関わっていた（ギャングの平均寿命が禁酒法施行前は55歳だったが、施行後には38歳にまで下がった。連邦捜査局の禁酒局捜査官も、ギャングとの銃撃戦で500名もの殉職者を生み、市民やギャングも、2千人以上が死亡したと言われている）。
レストランでは監視官の目を欺くために、コーヒー（ティー）カップでワインを出す所もあった。

### 禁酒法の廃止
こうして、禁酒法に対する反感が大都市でも次第に高まるようになり、撤廃を望む意見が出るようになり、1932年の大統領選挙では禁酒法が中心的争点となった。失業対策と農家救済 が叫ばれる中、フランクリン・ルーズベルトは禁酒法の改正を訴えて勝利した。アメリカ合衆国大統領となったルーズベルトは、1933年3月23日にボルステッド法のカレン=ハリソン修正案に署名したことで、重量にして3.2%、容積にして4%のアルコールを含むビールと軽いワインの製造・販売が許可された。修正案に署名をしたルーズベルトは「私にはこれがビールのための楽しい時間になるだろうと思えるよ」という言葉を残した。
カレン=ハリソン修正案は1933年4月7日に施行され、さらに憲法修正第18条自体も修正第21条により、1933年12月5日に廃止され、これによりボルステッド法も違憲状態となって、その役目を終えた。ヒーバー・J・グラントと末日聖徒イエス・キリスト教会の反発にもかかわらず、ユタ州議会は憲法修正第21条を批准した。このため、ユタ州と同日にペンシルベニア州とオハイオ州でも憲法修正案が批准されたが、ユタ州が改憲を成立させた36番目の州と言われる。
修正第21条では、州にアルコールの輸送を制限するか禁止する権利を委ねると明記され、憲法改定の後も禁酒法を実施し続ける州もあった。1907年に禁酒法を作ったミシシッピ州は1966年まで禁酒法を廃止せず、最後まで禁酒法が残る州となった。カンザス州では1987年まで、バーの様な屋内の中で酒類を提供することを許可せず、今日でも酒の販売を制限したり禁止する「ドライ」な郡や町が多数残っている。

### 禁酒法と社会
1920年まではマフィアの主な活動は、賭博と窃盗に限られていたが、禁酒法時代には、無許可で酒を製造販売することで繁栄した。マフィアの資金源となった酒の闇市は栄えたが、暴力沙汰も頻繁に起こり、売春が跋扈した。強大なギャングは法執行機関を腐敗させ、最終的には恐喝するまでになる。ギャングは酒の密輸で利益を上げ、よりアルコール度数の強い酒の人気が急騰した。
禁酒法を実施するための費用も重大な問題となった。本来アルコールの税金で毎年5億ドルの税収があったが、これが無くなった事で、アメリカ合衆国連邦政府の財源に悪影響を及ぼした。
禁酒法は1933年に廃止されたことで、これら犯罪組織は安価な酒との販売競争に敗れ、多くの州で、闇市でのアルコールの売り上げを失った。
また禁酒法は、アメリカのアルコール醸造業に顕著な影響を及ぼした。禁酒法が廃止された後、かつて存在していた醸造所の半分だけが営業を再開した。禁酒法以後は今日バドワイザーやクアーズなどに見られるような米国で主流となっているアメリカンラガースタイルのビールが導入された。アメリカ各地に存在していたウイスキーの蒸留所も禁酒法時代にその大半が操業停止し（一部は医療用ウイスキーの製造認可を得て細々と活動していた）、そのほとんどが禁酒法廃止後に営業再開できなかった。
それは同時に、アメリカの燃料産業の一角を構成していたアルコール燃料産業の消滅をも意味していた。これによって石油産業が、アメリカのエネルギー事情を完全に掌握する事になり、石油メジャーの政治的経済的影響力は絶対的なものとなったのである（後述のジョン・ロックフェラー2世の手紙の内容と合わせて、禁酒法の真の目的が「石油産業による産業界支配にあったのではないか？」と見なす向きもある）。
またワイン歴史家は、禁酒法がアメリカの未熟なワイン産業を壊滅させたことを書き留めている。生産性の高いワイン品質のブドウの木は、家庭醸造用販売のため、輸送に適した実の皮の厚い低級品質の品種と取り替えられ、禁酒法時代の間に、ワイン醸造者は他国に移住したり廃業してしまったため、ワイン業界の知識の多くも失われた。
禁酒法の終わりに、一部の支持者は率直に禁酒の失敗を認めた。富豪にして実業家のジョン・ロックフェラー2世によって書かれた手紙には、こう書かれている。
禁酒法が再び成立するという可能性を減らす方法として、アルコール産業が禁酒法廃止の数十年後に、より強力なアルコール規制を受け入れた、と一部の歴史家は述べている。

## メディアによる描写

### 小説
- F・スコット・フィッツジェラルド 「グレート・ギャツビー」 ： トム・ブキャナンは、ジェイ・ギャツビーが不法なアルコール売却によって金を儲けていると疑う。
- マルコム・X「自伝」：ロングアイランドで酒類密造者のために働いている自分の境遇について語る。
- シンクレア・ルイス 「バビット」：誇りを持って禁酒法を支持するが、それは続かず彼自身は適度に飲む革新主義者と呼ぶ。
- D・J・マクヘイル 「ネバーウォー」：禁酒法の間、アルコールを密売することで大金持ちになり、それをギャングであるマクミリアン・ローズに委ねる。
- ダシール・ハメットの作品（1923年-1934年）の多くはアルコールの禁酒法へのさりげない描写について言及がある。
- レックス・スタウト 『毒蛇』（1934年）：カレン=ハリソン修正案施行直後のニューヨークを舞台にしている。
- ネルソン・オルグレン 「荒野を歩め」：禁酒法の期間の間のセットである。
- デニス・ルヘイン 『夜に生きる』（2012年）

### ドラマ
- アンタッチャブル：禁酒法によって利権をむさぼるアル・カポネ一派と対決する、エリオット・ネスら連邦捜査官たちの活躍を描く。
- ボードウォーク・エンパイア 欲望の街：禁酒法時代のアトランティックシティを舞台に、実在の政治家をモデルにその半生を描く。

### 映画
- キートンの恋愛三代記（1923年）：禁酒法下、恋敵が主人公を陥れるため、酒の不法所持の濡れ衣を着せる。
- 暗黒街の顔役 （1932年） ： 禁酒法時代と主人公の転落を描く。アル・カポネがモデルである。
- キートンの麦酒王（英語版）（1933年） ： 禁酒法下、一獲千金をもくろむ主人公がビール醸造家となったことから起こる騒動を描く[23]。
- 彼奴は顔役だ!（1939年）
- お熱いのがお好き（1959年） ： マリリン・モンロー、トニー・カーティス、ジャック・レモンが出演。禁酒法上の時代という設定の喜劇。
- ペーパー・ムーン （1973年）
- ダウンタウン物語 (映画)（1976年）  ： バグジー・マローンが地方のギャング太っちょサムでもぐり酒場を経営していた。
- ワンス・アポン・ア・タイム・イン・アメリカ （1984年）
- アンタッチャブル （1987年） ： 上記テレビドラマの映画化。禁酒法によって利権をむさぼるアル・カポネ一派と対決する、エリオット・ネスら連邦捜査官たちの活躍を描く。
- ミラーズ・クロッシング （1990年） ： 禁酒法下で一般大衆に不法なアルコールを売っているシカゴ市ギャングの裏切りと葛藤を描く。
- モブスターズ/青春の群像 （1991年） ： 禁酒法下のラッキー・ルチアーノの半生に基づきクリスチャン・スレーター、パトリック・デンプシーが出演している。
- ロード・トゥ・パーディション （2002年） ： 禁酒法時代の間にギャングの殺し屋（マイケル・サリバン）の生活を描写する。
- ウォーク・トゥ・リメンバー （2002年） ： 禁酒法時代にトム・ソートンの舞台演技を披露する。
- シービスケット （2003年）
- かけひきは、恋のはじまり （2008年） ： もぐり酒場に登場人物が入っているところにテロ対策特殊部隊に急襲される。
- 欲望のバージニア （2012年） ： 1931年バージニア州。禁酒法下、密造酒ビジネスで名を馳せたボンディランド3兄弟をモチーフに、実際にあった復讐劇を映画化。違法ビジネスを行う者と、高額の賄賂を要求する取締官の争いという構図。
- 夜に生きる （2016年）上記小説の映画化作品。

### アニメ
- ザ・シンプソンズ(1997年) ： シーズン8、第18話「ホーマーとバートの密造酒作戦：Homer vs. the Eighteenth Amendment」というエピソードで、アメリカ禁酒法時代のパロディ回がある。

### ゲーム
- Mafia: The City of Lost Heaven (2002年) ： 禁酒法時代のマフィア組織を描いた内容で、主人公らマフィオーソが密造ウィスキーの取引を行ったり、酒を巡って対立する組織のメンバーと銃撃戦になる場面がある。

### 漫画
- HAPPY AGE（作：吉野朔美）
- クロノクルセイド（作：森山大輔）1920年代（禁酒法時代）のアメリカを舞台としていて、ロゼットがサテラ邸で供されたワインにそれとは知らずに口をつけ、直後に勢いよく噴き出し、「お酒じゃない！」「この国には禁酒法ってものがあるのよ」と詰め寄る描写がある。

## 酒類輸送取締に関する条約
禁酒法制定から約10年後、マフィアによる酒の密輸に対する対応を迫られていた第30代大統領カルビン・クーリッジは、外国船舶に対する臨検・拿捕・逮捕権、管轄権、賠償請求権等、酒類輸送の取締りに係る主権を行使するため、通商関係のある国に対し、二か国間条約の締結を進めた。
アメリカ合衆国国務省が大日本帝国に求めた「日本國亜米利加合衆國間酒類輸送取締ニ關スル條約」（CONVENTION BETWEEN JAPAN AND THE UNITED STATES OF AMERICA RESPECTING THE REGULATION OF THE LIQUOR TRAFFIC.）は、日本側にとって無害通航権を一方的に縮小させられる不平等条約であったが、田中義一内閣（立憲政友会）は条約締結を受け入れ、1928年（昭和3年）に条約に署名し、翌年批准した。
条約署名者は全権大使松平恆雄と国務長官フランク・ケロッグである。条約は1933年修正18条憲法の廃止により外交意義を失ったが、禁酒州や禁酒郡が存在することなどを背景として、条約は存置運用された。
第4次吉田内閣と第5次吉田内閣は、連合国占領統治下で改廃されなかった、法令の存続確定手続きを実施。この過程で、1953年（昭和28年）7月22日、日本国における「酒類輸送取締に関する条約」の存続は確定した。条約は現在も効力を有する現行法令である。